# Annaprashana

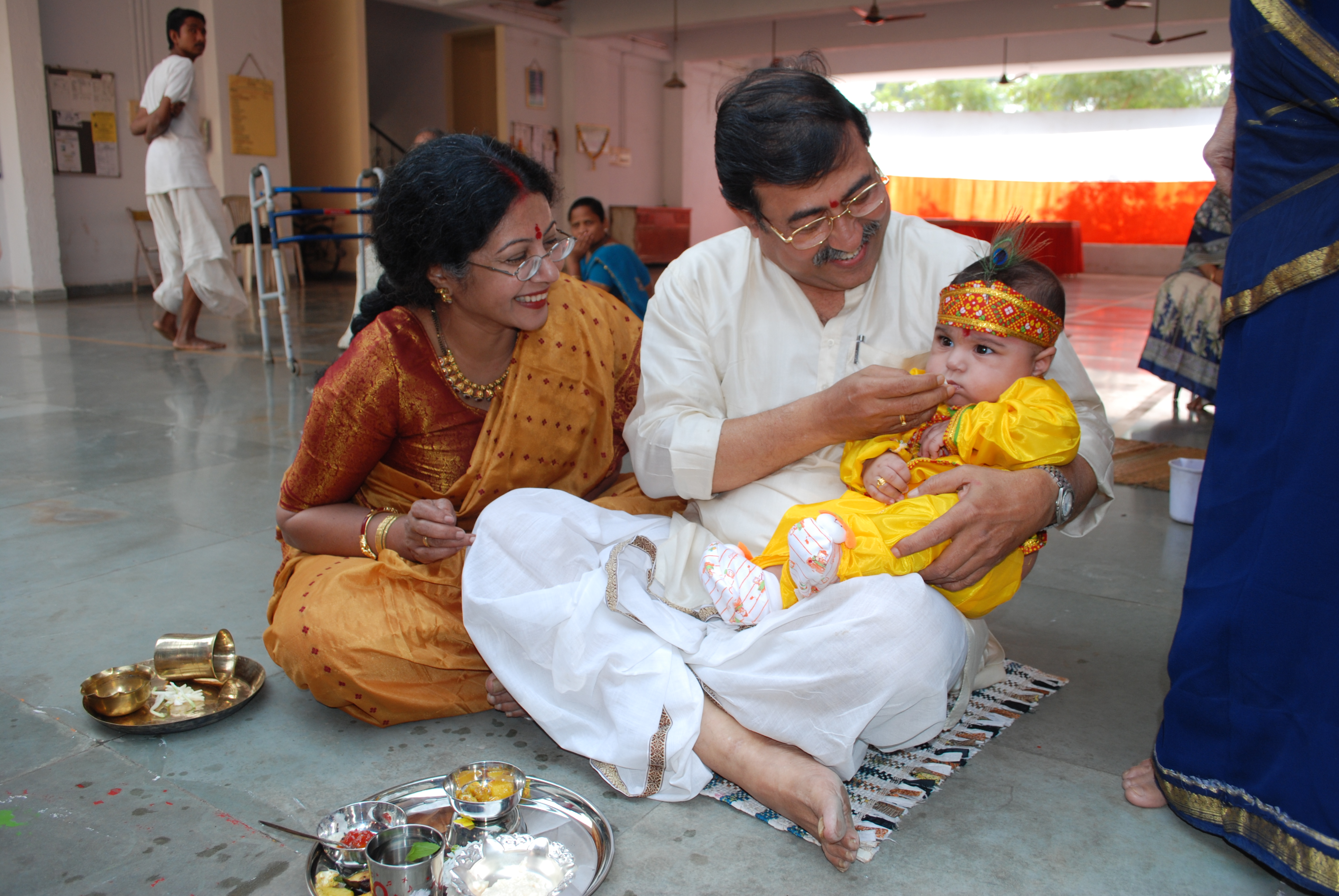
Annaprashana (2008)

L'annaprashana (sanskrit, IAST: annaprāśana, dévanagari अन्नप्राशन) est une cérémonie de l'hindouisme qui marque le temps de la première nourriture solide chez le nourrisson. Contrairement à certains autres samskaras (rites de passage), l'annaprashana reste important dans l'Inde contemporaine.
Lors de la préparation des aliments, des hymnes tirés des Védas sont récités. Certains aliments sont offerts aussi lors de ce jour spécial afin que le bébé ait bien toutes les qualités nécessaires à l'être humain. Généralement on lui donne du riz. Ce rite a lieu à l'âge de six mois.